# Comtat de Korçë
El comtat de Korçë (en albanès Qarku i Korçës) és un dels dotze comtats d'Albània.situat al sud del país. És el més gran per àrea i el cinquè més poblat dels dotze comtats, amb més de 173.000 habitants en una àrea de 3.711 km².
Està format pels districtes de Devoll, Kolonjë, Korçë i Pogradec. La seva capital és Korçë. El comtat limita amb Macedònia del Nord al nord-est i Grècia al sud-est, els comtats d'Elbasan al nord-oest, Berat a l'oest i Gjirokastër al sud-oest. Està dividit en sis municipis, Korçë, Devoll, Kolonjë, Maliq, Pogradec i Pustec, amb tots els quals incorporen trenta-set unitats administratives.